# U-900
U-900 ist eine deutsche Filmkomödie aus dem Jahr 2008. Regie führte Sven Unterwaldt, der Darsteller von Atze Schröder spielt die Hauptrolle.

## Handlung
Essen-Kray im April 1944: Der Schwarzmarkthändler Atze Schröder schläft mit der Gattin des Generals Strasser und wird erwischt. Während er sich vor Strasser versteckt, bekommt er mit, dass dieser einen Transport mit dem U-Boot U-900 auf dem Seeweg von Toulon über die Straße von Gibraltar nach Warnemünde plant. Von der Fracht, dem Heiligen Gral, erfährt Atze jedoch nichts. Er stiehlt die Uniform des U-Boot-Kapitäns sowie diejenigen von Strasser und seinem Adjutanten. Er plant mit seinem jüdischen Freund Samuel, den er in seinem Keller vor den Nazis versteckt, mit dem gekaperten U-Boot nach New York zu fliehen.
Um nach Frankreich zu gelangen, beschlagnahmen die beiden den Transporter der Schauspielerin Maria. Dort angekommen, überreden sie Maria, ihnen zu helfen, an Bord zu kommen, da drei Offiziere erwartet werden. Der einzige an Bord, der Verdacht schöpft, ist Oberleutnant von Stetten. Nach einer längeren Odyssee werden die drei enttarnt. Nachdem General Strasser an Bord geholt worden ist, ändert dieser den Kurs in Richtung Buenos Aires. Samuel gelingt es aber, den Kompass so zu sabotieren, dass wieder Kurs auf New York genommen wird. Kurz vor der Küste werden sie von einem amerikanischen Aufklärungsflugzeug entdeckt. Daraufhin wird von den Amerikanern der Befehl zum Angriff gegeben. Hierauf enttarnt Atze Strassers wahren Plan: Er will sich mit dem Heiligen Gral nach Buenos Aires absetzen, wo er bereits eine Villa erworben hat. Daraufhin meutert die Besatzung und überwältigt Strasser. Über Funk teilt Atze den Amerikanern mit, dass sie in Frieden kommen und ihnen „den Himmel auf Erden“ bringen. Die Amerikaner verstehen in der Nachricht, dass er ihnen den Heiligen Gral bringt, und lassen das U-Boot in den Hafen einlaufen.
Allerdings meint Schröder, dass er ihnen Pommes frites bringen will. Da seine erste selbstgebaute Friteuse kaputtgegangen ist, benutzt er, nichts ahnend von der wahren Bedeutung des Kelchs, den Heiligen Gral zum Frittieren der Pommes. Von Stetten, Strasser und sein Adjutant werden verhaftet, und Atze macht zusammen mit Maria und Samuel einen Schnellimbiss auf.

## Hintergrund
Der Film wurde in München, Malta sowie in den Cinecittà-Filmstudios in Rom gedreht. Die Dreharbeiten begannen am 23. August 2007 und endeten am 9. November 2007. In den Kinos in Deutschland und der Schweiz war er erstmals am 9. Oktober 2008 zu sehen, in Österreich einen Tag später. Am 7. Februar 2009 wurde er beim European Film Market in Berlin gezeigt. Am 3. April 2009 erschien der Film in Deutschland auf DVD und Blu-ray Disc, die im Bonusmaterial jeweils zehn nicht verwendete sowie zwölf erweiterte Szenen enthält. Die erste Ausstrahlung im deutschen Free-TV erfolgte am 6. März 2011.
Der Film parodiert hauptsächlich den 1981 erschienenen Film Das Boot, in welchem Jan Fedder bereits in einer Rolle spielte. Mit Dustin Semmelrogge und Maxwell Richter wurden zwei Nebenrollen mit Schauspielern besetzt, deren Väter, Martin Semmelrogge und Ralf Richter, ebenfalls Darsteller in Das Boot waren.

## Soundtrack
Am 10. Oktober 2008 erschien bei der Universal Music Group der Soundtrack zum Film, der 17 Musiktitel enthält.
| Nr. | Titel                            | Interpret                   | Dauer |
| --- | -------------------------------- | --------------------------- | ----- |
| 1.  | On The Sunny Side of the Street  | The BossHoss                | 3:13  |
| 2.  | U-900 Suite No1 Abspanntitel     | Karim Sebastian Elias       | 3:10  |
| 3.  | Cheek to Cheek                   | Louis Armstrong             | 5:51  |
| 4.  | Mercy                            | Duffy                       | 3:40  |
| 5.  | My Man Is A Mean Man             | Stefanie Heinzmann          | 3:31  |
| 6.  | Sweet Home Alabama               | Lynyrd Skynyrd              | 4:39  |
| 7.  | (What A) Wonderful World         | Diana Ross & The Supremes   | 2:43  |
| 8.  | The Boys Are Back In Town        | Thin Lizzy                  | 4:26  |
| 9.  | Easy                             | Commodores                  | 4:09  |
| 10. | Foundations (Explicit)           | Kate Nash                   | 4:05  |
| 11. | Wooly Bully                      | Sam The Sham & The Pharaohs | 2:22  |
| 12. | Goodbye Mary                     | The BossHoss                | 3:49  |
| 13. | Come Sail Away                   | Styx                        | 5:29  |
| 14. | So soll es bleiben               | Ich + Ich                   | 3:15  |
| 15. | U-900 Suite No2 Freundschaft     | Karim Sebastian Elias       | 7:52  |
| 16. | U-900 Suite No3 Der heilige Gral | Karim Sebastian Elias       | 7:57  |
| 17. | U-900 Suite No4 KaLeu Schröder   | Karim Sebastian Elias       | 8:13  |

## Kritik
Nach Urteil des Lexikon des internationalen Films ist U-900 ein „mit viel Getöse in Szene gesetzter, tölpelhafter Komödienversuch mit einigen parodistischen Ansätzen, die durch den Mangel von Sinn und Verstand bereits im Keim erstickt werden“.
Die Filmzeitschrift Cinema resümiert, der Film sei ein „nicht durchweg gelungener Mix aus Komödie und U-Boot-Abenteuer, der nur Atze-Fans zufriedenstellen wird.“
Die Deutsche Film- und Medienbewertung FBW in Wiesbaden verlieh dem Film das Prädikat „wertvoll“.